# The Official BBC Children in Need Medley
The Official BBC Children in Need Medley è una canzone della Peter Kay's Animated All Star Band; rappresenta il singolo ufficiale del 2009 per il Children in Need. La copertina del disco è una parodia di quella dell'album Sgt. Pepper's Lonely Hearts Club Band dei Beatles. Nella Peter Kay's Animated All Star Band è presente anche Ringo Starr. Il singolo, per il quale è stato anche realizzato un videoclip, è arrivato alla prima posizione dei singoli in Gran Bretagna ed alla venticinquesima in Irlanda.

## Le canzoni
La traccia è formata da un medley di varie canzoni
- Can You Feel It - The Jacksons (1980)
- Don't Stop - Fleetwood Mac (1976)
- Jai Ho! - A.R. Rahman & The Pussycat Dolls (2009)
- Tubthumping - Chumbawamba (1997)
- Never Forget - Take That (1995)
- Hey Jude - The Beatles (1968)
- One Day Like This - Elbow (2008)[1]

## Tracce

### CD
1. The Official BBC Children in Need Medley[1] – 4:03 (Jackie Jackson, Michael Jackson, Christine McVie, A.R. Rahman, Sampooran Kalra, Tanvi Shah, Judith Abbott, Duncan Bruce, Paul Greco, Anne Holden, Darren Hamer, Nigel Hunter, Louise Watts, Allan Whalley, Gary Barlow, John Lennon, Paul McCartney, Guy Garvey, Craig Potter, Mark Potter, Pete Turner, Richard Jupp)
2. The Unofficial BBC Children in Need Medley[1] – 4:11 (Kim Goody, Alan Coates)

### DVD
1. The Official BBC Children in Need Medley (Video) – 4:30
2. The Unofficial BBC Children in Need Medley (Video) – 4:11